# Гулькевич, Константин Николаевич
Константин Николаевич Гулькевич (18 марта 1865, Санкт-Петербург, Российская империя — 25/26 июня 1935, Лозанна, Швейцария) — русский дипломат.

## Биография
С 1886 года находился на службе в МИДе Российской империи.
В 1891 году купил имение в Прейли в Двинском уезде Витебской губернии. Активно перестраивал его. Продал имение в 1910 году.
С 1896 года работал в должности секретаря российской миссии в Мюнхене, а в 1901 году оставил дипломатическую службу на пять лет (уволен от занимаемой должности «с оставлением в ведомстве и звании»).
С 1906 по 1908 годы трудился в должности личного секретаря министра иностранных дел Александра Извольского.
С 1908 по 1912 годы работал в должности 1-го секретаря посольства Российской империи в Риме, участвовал в организации встречи Николая II и Виктора-Эммануила III в Раккониджи.
С 1912 по 1914 годы проходил службу в должности советника Российского посольства в Константинополе. Один из авторов русско-турецкого соглашения по армянским реформам. Согласно его условиям, из 7 вилайетов Западной Армении образовывались два сектора, управление которыми поручалось двум Генеральным инспекторам из иностранцев, назначаемым Высокой Портой по рекомендации великих держав. В связи с началом Первой мировой войны, а также боевых действий на Кавказском фронте, в декабре 1914 года соглашение было в одностороннем порядке дезавуировано султаном.
С февраля 1915 по март 1917 года — российский посланник в Норвегии.
С апреля 1917 года назначен Временным правительством послом в Швеции. В декабре 1917 года, декретом Льва Троцкого, как и остальные дипломаты, уволен со службы.
Далее продолжил работу российского посольства в Стокгольме, выполняя роль дипломатического представителя белогвардейских правительств в Стокгольме в связи с чем с 1918 года в столице Швеции действовало параллельно два российских посольства — «белое» посольство, возглавляемое Гулькевичем и «красное» полпредство, возглавляемое Вацловом Воровским. Такая ситуация продолжалась до начала 1919 года, когда В. В. Воровский был выслан из Швеции, а полуофициальные контакты между Швецией и большевистским правительством разорваны.
В эмиграции Гулькевич был членом Политической комиссии Русского политического совещания, образованного в Париже в 1919 году. Участвовал в издательских проектах: издательстве Е. А. Ляцкого «Северные огни» в Стокгольме и издательстве «Слово» в Берлине.
В январе 1921 года выехал в Кристианию, где оставался до мая, затем переехал в Берлин, далее — Дрезден, и в декабре 1921 года — в Париж.
С начала 1922 года жил в Швейцарии. Работал в совещательном органе Нансеновского комитета при Лиге Наций в Женеве, состоя помощником Фритьофа Нансена, занимался вопросами оказания помощи российским эмигрантам, был представителем Лиги Наций по делам русской эмиграции в Берлине. Активно защищал интересы эмигрантов. В Париже бывал наездами. Помог многим русским иммигрантам перебраться из Франции в Южную Америку. Поддерживал русские организации в Париже ссудами и женевскими кредитами.
Скончался от туберкулёза в ночь с 25 на 26 июня 1935 года в предместье Лозанны.
Личный фонд хранится в ГАРФ (Фонд Р-6094); другие материалы — в Бахметьевском архиве Колумбийского университета.